# Keith Murray (chanteur)
Pour les articles homonymes, voir Keith Murray.
Keith Murray (né en 1978) est le chanteur et guitariste du groupe We Are Scientists. Il est californien de naissance et new-yorkais d'adoption.
Le groupe a fait une tournée récemment (2006) avec les Arctic Monkeys.